# Toinho do Sopão
Antônio Petrônio de Souza (Piancó, 8 de maio de 1966), conhecido como Toinho do Sopão, é um comerciante e político brasileiro que exerceu um mandato como deputado estadual pela Paraíba. É atualmente filiado ao DC.

## Biografia
Sua primeira eleição foi em 2008, quando concorreu a vereador pelo PTN sob o nome eleitoral Toinho do Bolo. Recebeu 2.271 votos, mas ficou apenas como suplente. 
Em 2010, novamente pelo PTN, concorreu a uma vaga na Assembleia Legislativa da Paraíba e apoiando a candidatura de Ricardo Coutinho ao governo. Com 57.592 votos, foi o deputado estadual mais votado na história do estado, superando os 47.912 votos de Ricardo Coutinho em 2002, e atribuiu sua vitória ao trabalho de arrecadação de donativos e à venda de sopas no Parque Sólon de Lucena, chegando até a se intitular como o "Barack Obama da Paraíba". No segundo turno, ensaiou um apoio a José Maranhão, mas voltou atrás e optou pela neutralidade, alegando que houve um "equívoco".
Em 2012, seu nome chegou a ser lembrado para disputar a prefeitura de João Pessoa, mas desistiu de concorrer e quase foi expulso do partido, que tinha manifestado apoio à candidatura de Estela Bezerra (PSB) - posteriormente, juntou-se à coligação que teve Cícero Lucena (PSDB) como candidato. Na mesma eleição, a então esposa de Toinho, Nilda Souza, disputou uma das vagas à Cãmara Municipal sem sucesso (teve apenas 248 votos). Ainda em 2012, o deputado saiu do PTN e filiou-se ao recém-criado PEN (atual Patriota).
Para a eleição de 2014, Toinho apoiou a candidatura de Cássio Cunha Lima ao governo da Paraíba e ficou longe da reeleição, terminando apenas em 67º lugar com 6.851 votos.
Sua última eleição foi em 2016, quando tentou se eleger vereador pelo PTdoB, onde se filiou em 2015, e teve seu pior desempenho nas urnas: foi o 303º colocado, recebendo apenas 169 votos do eleitorado pessoense. Após o pleito, anunciou o encerramento de sua carreira política. Para o ex-deputado estadual, a falta de recursos financeiros em sua campanha foi uma das causas da baixa votação que teve.
Em 2022, após um período no Solidariedade, migrou para o DC, sendo um dos candidatos do partido a uma vaga na ALPB, obtendo apenas 181 votos.